# كريبتوكليدس
كريبتوكليدس (/krɪptoʊˈklaɪdəs/ krip-toh-KLY-dəs) هو جنس من الزواحف البلصورات من العصر الجوراسي الأوسط في إنجلترا وفرنسا وكوبا.

## الاكتشاف
كان كريبتوكليدس عبارة عن بليزوصور تشمل عيناته هياكل عظمية للبالغين والأحداث، وبقايا تم العثور عليها بدرجات مختلفة من الحفظ في إنجلترا وشمال فرنسا وروسيا وأمريكا الجنوبية. يشير اسمها، الذي يعني «الترقوة المخفية»، إلى الترقوة الصغيرة غير المرئية عمليًا والمدفونة في حزام طرفها الأمامي.
وصف فيليبس (1871) نوع النوع في البداية باسم بليسيوصورس يوريميروس. يشير اسم النوع «عظمة الفخذ» إلى الطرف الأمامي، والذي كان يعتقد خطأ أنه الطرف الخلفي في ذلك الوقت.

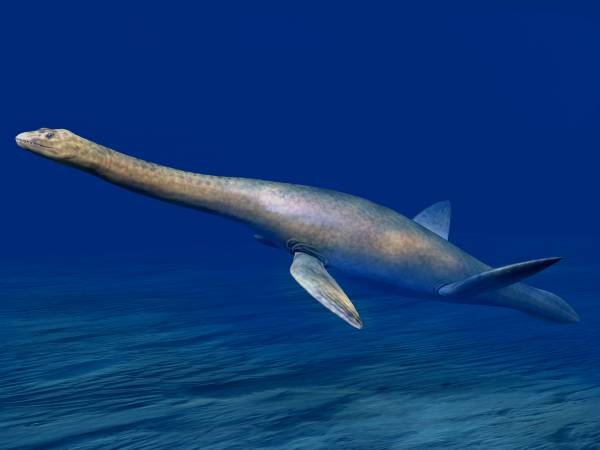
إعادة بناء حياة C. eurymerus

## علم الأحياء القديمة
كريبتوكليدس كان بليزيوصور متوسط الحجم، يتراوح قياسه بين 4 و 8 أمتار (13 و 26 قدمًا) ويزن حوالي 18000 رطل (8.2 طن). يمنع البناء الهش للرأس والأسنان أي تصارع مع الفريسة، ويقترح نظامًا غذائيًا للحيوانات الصغيرة رخوة الجسم مثل الحبار والأسماك الضحلة. ربما استخدمت كريبتوكليدوس أسنانها الطويلة المتشابكة لإخراج الفريسة الصغيرة من الماء، أو ربما غربلة الرواسب للحيوانات المدفونة.
أدى حجم وشكل الفتحات الأنفية وفتحات الأنف براون وكرويكشانك (1994) إلى القول بأنهما استخدمتا لأخذ عينات من مياه البحر بحثًا عن الروائح وآثار المواد الكيميائية.

## التوزيع
تم العثور على حفريات كريبتوكليدس في أكسفورد كلاي في كامبريدجشير، إنجلترا.

## روابط خارجية
- Paleos Vertebrates - Cryptocleidoidea
- Plesiosaur names and Pronunciation guide